# Minas Novas
Minas Novas é um município brasileiro no estado de Minas Gerais, Região Sudeste do país. Localiza-se no Vale do Jequitinhonha e ocupa uma área de 1 812,398 km², sendo que 5 km² estão em perímetro urbano. Sua população recenseada em 2022 era de 24 405 habitantes.

## História

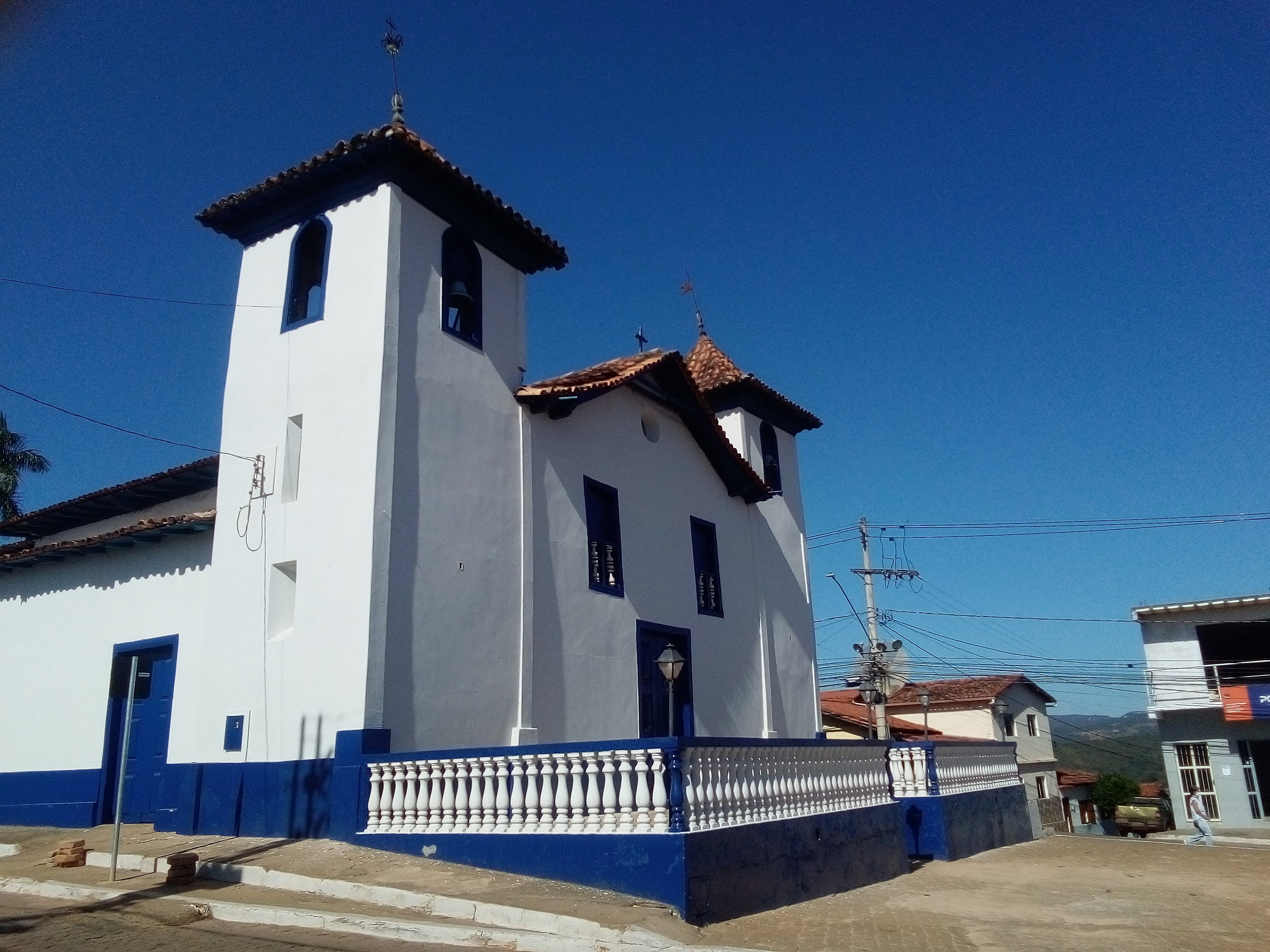
Igreja de Nossa Senhora do Rosário

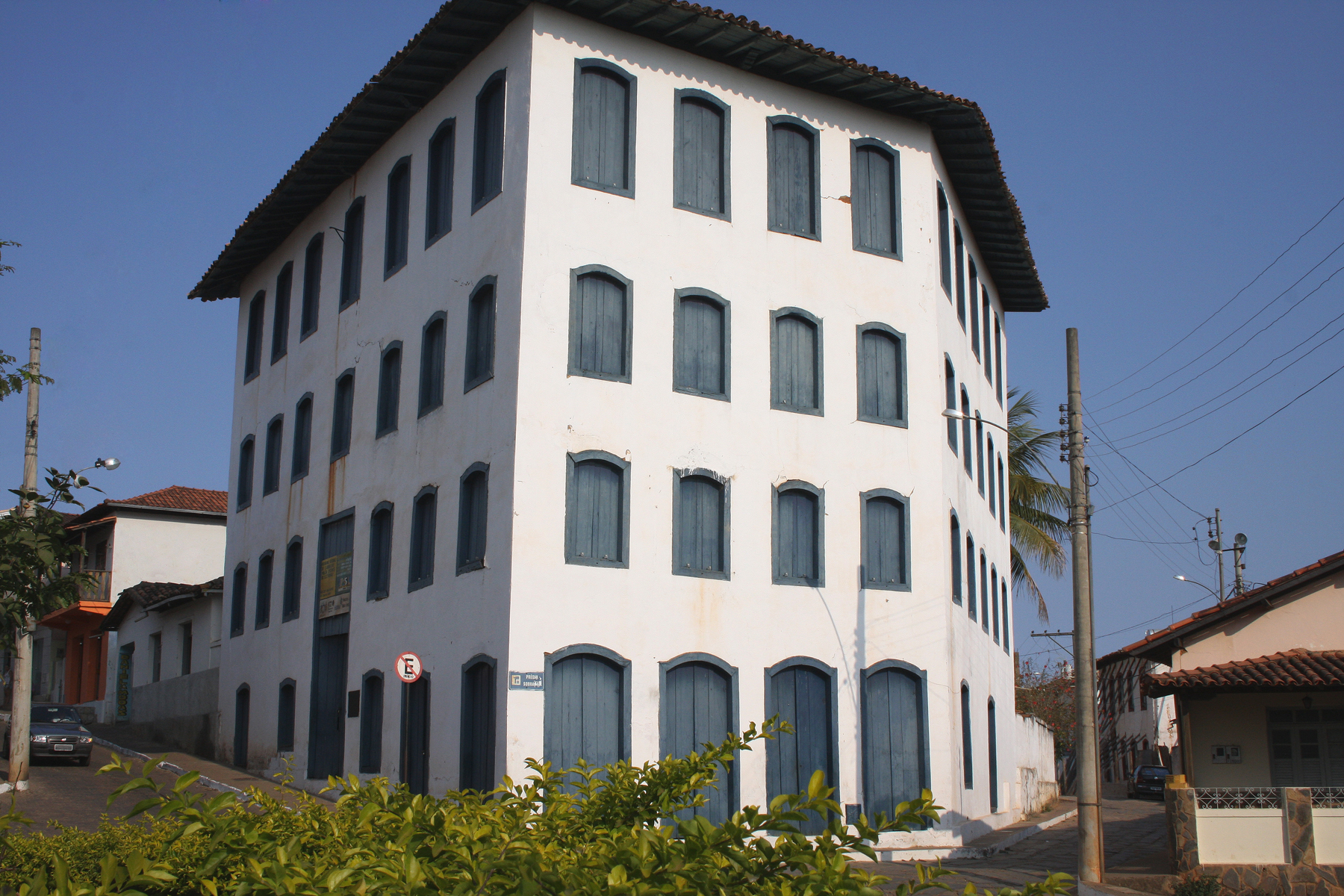
Vista do "Sobradão", datado de 1821.

O município  de Minas Novas, que no início de sua história foi denominado de Arraial das Lavras Novas dos Campos de São Pedro do Fanado, foi descoberto e fundado, pelo bandeirante paulista Sebastião Leme do Prado. Ele veio à procura de ouro, encontrado em abundância no arraial. Deixando a região do Rio Manso próximo a Diamantina, devido a uma epidemia e também procurando o rio Araçuaí e o rio Itamarandiba, Sebastião Leme do Prado, juntamente com outros paulistas, vieram a encontrar o rio Fanado por erro de rota e mais tarde o ribeirão Bom Sucesso.
A notícia do ouro correu o sertão e em pouco tempo havia se formado na região um povoado. O povoado foi elevado à condição de vila no dia 2 de outubro de 1730, recebendo o nome Vila de Nossa Senhora do Bom Sucesso das Minas Novas da Contagem (obelisco próximo ao Funchal, marca o local).
Criada como arraial da Vila do Príncipe (hoje município do Serro), Minas Novas passou a pertencer ao território baiano até 28 de setembro de 1760. Passou novamente a integrar a capitania de Minas Gerais, sob a jurisdição do Ouvidor da Comarca do Serro Frio, mas permanecendo eclesiasticamente ligada à Diocese de Jacobina, da Bahia. Pela provincial de 9 de março de 1840, foi elevada a categoria de município com o nome de Minas Novas.
Foi o maior município do estado de Minas Gerais. Do antigo município foram criados 65 dos 853 municípios mineiros de hoje.
Podemos citar alguns:
Alto Jequitinhonha:  Diamantina, Capelinha, Turmalina, Leme do Prado, Carbonita, Angelândia, Aricanduva
Médio Jequitinhonha:  Chapada do Norte, Berilo, Virgem da Lapa, Araçuaí,  Itinga, Novo Cruzeiro, Padre Paraíso, Ponto dos Volantes, entre outros.
Baixo Jequitinhonha:  Almenara,Bandeira,  Divisópolis,  Felisburgo, Jacinto, Jequitinhonha, Joaíma, Jordânia, Mata Verde, Monte Formoso,  Palmópolis,  Rio do Prado, Rubim, Salto da Divisa, Santa Maria do Salto, Santo Antônio do Jacinto, entre outros.
Jequitinhonha Semiárido: Cachoeira de Pajeú, Comercinho, Itaobim, Medina, Pedra Azul, Salinas, Taiobeiras entre outros.
Vale do Mucuri: Teófilo Otoni, Carlos Chagas, Nanuque, Águas Formosas, Machacalis, entre outros.

## Geografia
O município está localizado na Região Geográfica Imediata de Capelinha, que integra a Região Geográfica Intermediária de Teófilo Otoni. Pertence à Microrregião de Capelinha e à Mesorregião do Jequitinhonha. Sua população recenseada em 2022 era de 24 405 habitantes.

### Hidrografia
- Rio Fanado: é o principal rio que banha a cidade sendo responsável pela alimentação da cidade, juntamente com seus afluentes.
- Rio Araçuaí: rio que banha o município a oeste e recebe as águas do rio Fanado.
- Rio Capivari: rio que nasce dentro do município.
- Rio Setubal: rio que corta o município a leste e deságua no rio Araçuaí.
- Rio Bonsucesso: não é basicamente um rio assim define os acadêmicos, mas popularmente leva o título de rio.
- Ribeirões dos Santos e dos Índios

### Clima
| Dados climatológicos para Minas Novas             | Dados climatológicos para Minas Novas | Dados climatológicos para Minas Novas | Dados climatológicos para Minas Novas | Dados climatológicos para Minas Novas | Dados climatológicos para Minas Novas | Dados climatológicos para Minas Novas | Dados climatológicos para Minas Novas | Dados climatológicos para Minas Novas | Dados climatológicos para Minas Novas | Dados climatológicos para Minas Novas | Dados climatológicos para Minas Novas | Dados climatológicos para Minas Novas | Dados climatológicos para Minas Novas |
| Mês                                               | Jan                                   | Fev                                   | Mar                                   | Abr                                   | Mai                                   | Jun                                   | Jul                                   | Ago                                   | Set                                   | Out                                   | Nov                                   | Dez                                   | Ano                                   |
| ------------------------------------------------- | ------------------------------------- | ------------------------------------- | ------------------------------------- | ------------------------------------- | ------------------------------------- | ------------------------------------- | ------------------------------------- | ------------------------------------- | ------------------------------------- | ------------------------------------- | ------------------------------------- | ------------------------------------- | ------------------------------------- |
| Temperatura máxima média (°C)                     | 30,9                                  | 31,5                                  | 31,6                                  | 30,2                                  | 28,6                                  | 27,5                                  | 27,1                                  | 29,1                                  | 30,1                                  | 30,3                                  | 29,9                                  | 29,8                                  | 29,7                                  |
| Temperatura média (°C)                            | 24                                    | 24,3                                  | 24                                    | 22,8                                  | 20,5                                  | 19,1                                  | 19                                    | 20,2                                  | 22,2                                  | 23,2                                  | 23,4                                  | 23,4                                  | 22,2                                  |
| Temperatura mínima média (°C)                     | 18,8                                  | 18,9                                  | 18,6                                  | 17,3                                  | 14,5                                  | 12,5                                  | 12,4                                  | 12,7                                  | 15,4                                  | 17,9                                  | 18,7                                  | 18,8                                  | 16,4                                  |
| Precipitação (mm)                                 | 171,2                                 | 92,2                                  | 95,2                                  | 40,4                                  | 14,6                                  | 1,8                                   | 5,1                                   | 6,1                                   | 21,8                                  | 135,5                                 | 178,4                                 | 198,9                                 | 961,2                                 |
| Dias com chuva                                    | 10                                    | 6                                     | 6                                     | 4                                     | 2                                     | 1                                     | 2                                     | 1                                     | 2                                     | 9                                     | 11                                    | 12                                    | 66                                    |
| Umidade relativa (%)                              | 75,4                                  | 73,5                                  | 72,8                                  | 73,5                                  | 73                                    | 72                                    | 69,5                                  | 62,8                                  | 59,8                                  | 69,6                                  | 75                                    | 77,6                                  | 71,2                                  |
| Fonte: Instituto Nacional de Meteorologia (INMET) |                                       |                                       |                                       |                                       |                                       |                                       |                                       |                                       |                                       |                                       |                                       |                                       |                                       |

### Rodovias
- MG-114
- BR-367

## Turismo
Com quase 300 anos de história, Minas Novas tem história para contar. Uma das atrações é igreja histórica Nossa Senhora do Amparo. Em fevereiro de 2010, a igreja foi reaberta após um trabalho de restauração que durou 1 ano e meio. Antes das intervenções, o teto da igreja estava todo pintado de verde, o que escondia pinturas do século XVIII.
No município está localizada parte da Estação Ecológica Estadual Acauã, uma unidade de conservação mantida pelo Instituto Estadual de Florestas de Minas Gerais.